# Stasera... che sera!
Stasera... che sera! è il primo brano musicale del gruppo italiano Matia Bazar, pubblicato come lato A del singolo Stasera... che sera!/Io, Matia (1975). Il testo è scritto da Aldo Stellita, mentre la musica è composta dal Carlo Marrale e Piero Cassano.
Collabora col gruppo, in veste di turnista, il batterista Paolo Siani (che, l'anno prima, aveva rimpiazzato Renzo "Pucci" Cochis nei J.E.T.). Subito dopo, arriva Giancarlo Golzi a completare la prima formazione della band.
L'anno successivo, il brano viene inserito nell'LP di debutto Matia Bazar 1 (Ariston, AR LP 12283).

## Descrizione

### Genesi
Il titolo è spesso riportato, anche ufficialmente, con la grafia semplificata Stasera che sera. Con questo brano il gruppo partecipa alla 12ª edizione del concorso canoro radiotelevisivo Un disco per l'estate, senza riuscire ad accedere alla fase finale di Saint-Vincent. Tuttavia il brano, pur proposto da una compagine nuova sul panorama della canzone italiana, riscuote un grande successo.

### Video musicali legati ad apparizioni televisive
Di questo primo successo non esiste un videoclip ufficiale, tuttavia il gruppo apparve per farsi conoscere e promuovere il disco nel corso del 1975 alla trasmissione televisiva del Programma Nazionale RAI Adesso musica: classica, leggera e pop. Il video di questa esibizione in playback, in cui intervengono anche i conduttori del programma Vanna Brosio e Nino Fuscagni (solo voce) per la presentazione, è pubblicato sul sito Rai Teche e visibile su quelli ufficiali  di Antonella Ruggiero.
Di notevole rilievo, l'apparizione del gruppo nel 1988 alla trasmissione di Rai 2 D.O.C. : Musica e altro a denominazione d'origine controllata, con un'esecuzione live del brano (Sergio Cossu alle tastiere e Jacopo Jacopetti al sax), arrangiato in stile jazz, rimasta inedita. Tuttavia, una versione dal vivo molto simile e con identica formazione, registrata a Olbia in Sardegna nel 1987, è stata inserita prima nella raccolta 10 grandi successi (1987) e poi, rimasterizzata, nell'antologia Souvenir: The Very Best of Matia Bazar (1998).

### Adattamento in spagnolo
Nel 1978 una versione in spagnolo, intitolata Esta tarde... que tarde! (testo: Luis Gomez-Escolar Roldán), è stata inserita nell'album Sencillez (Hispavox, S 60.147) insieme ad altre traduzioni di successi. Quest'album è una raccolta di canzoni destinate al mercato latino, piuttosto che una versione in spagnolo del corrispondente album Semplicità pubblicato in Italia nello stesso anno.
L'anno dopo, questa versione è pubblicata come lato B del singolo Rayo de luna (Hispavox, 45-1833) e, negli anni a venire, inclusa rimasterizzata nelle raccolte: in CD e LP Grandes éxitos (1996) e nel doppio CD Fantasia - Best & Rarities (2011).

## Tutte le versioni dei Matia Bazar

### Versione originale

#### Gruppo
- Antonella "Matia" Ruggiero – voce, vocalizzi, percussioni
- Aldo Stellita – basso, cori
- Carlo 'bimbo' Marrale – chitarra, voce
- Piero Cassano – organo, cori

#### Altri musicisti
- Paolo Siani – batteria

### Tabella
| Solista            | Anno           | Album                                                                  |
| ------------------ | -------------- | ---------------------------------------------------------------------- |
| Antonella Ruggiero | 1976 1981      | Matia Bazar 1 Live@RTSI                                                |
| Laura Valente      | 1995           | Radiomatia                                                             |
| Silvia Mezzanotte  | 2001 2002 2015 | Dolce canto Messaggi dal vivo Matia Bazar 40th Anniversary Celebration |
| Roberta Faccani    | –              | –                                                                      |
| Luna Dragonieri    | 2022           | The Best of Matia Bazar                                                |

La tabella riassume le versioni su album, registrate da tutte le soliste del gruppo.

## Versione solista di Antonella Ruggiero
Nel 1997, la stessa Antonella Ruggiero incide una nuova versione del brano, eseguita assieme agli Ars Ludi che curano anche l'arrangiamento nel suo secondo album da solista Registrazioni moderne. Il CD, che è una raccolta in cui Antonella reinterpreta, con la collaborazione di altri gruppi, canzoni dell'epoca in cui è stata la voce dei Matia Bazar, viene ristampato l'anno successivo e rimasterizzato nel 2006.
Il brano spicca nell'album per la musicalità e per l'intensità vocale della stessa Ruggiero.

### Musicisti
- Antonella Ruggiero – voce
- Ars Ludi – percussioni

## Cover dei Ridillo
Il brano è stato riproposto in versione disco-house nel 2018 dal gruppo Ridillo assieme a Manna Santelli nel loro album Pronti, Funky, Via!.